# Municipio Punata
Das Municipio  Punata  ist ein Verwaltungsbezirk im Departamento Cochabamba im südamerikanischen Anden-Staat Bolivien.

## Lage im Nahraum
Das Municipio Punata ist eines von fünf Municipios der Provinz Punata. Es grenzt im Nordwesten an das Municipio San Benito, im Südwesten an die Provinz Germán Jordán, im Süden an das Municipio Villa Rivero, im Osten an die Provinz Arani und im Nordosten an die Provinz Tiraque.
Der zentrale Ort des Municipios ist Punata mit 19.559 Einwohnern im nördlichen Teil des Municipios. (Volkszählung 2012)

## Geographie
Das Municipio Punata liegt im Übergangsbereich zwischen dem bolivianischen Altiplano im Westen und dem bolivianischen Tiefland im Osten.
Die mittlere Durchschnittstemperatur der Region liegt bei knapp 18 °C (siehe Klimadiagramm Cochabamba) und schwankt nur unwesentlich zwischen 14 °C im Juni und Juli und 20 °C im November. Der Jahresniederschlag beträgt etwa 450 mm, bei einer ausgeprägten Trockenzeit von Mai bis September mit Monatsniederschlägen unter 10 mm, und einer Feuchtezeit von Dezember bis Februar mit 90 bis 110 mm Monatsniederschlag.

## Bevölkerung
Die Einwohnerzahl ist zwischen 1992 und 2024 um etwa ein Drittel angestiegen:
| Jahr | Einwohner | Quelle       |
| ---- | --------- | ------------ |
| 1992 | 27.154    | Volkszählung |
| 2001 | 26.140    | Volkszählung |
| 2012 | 28.707    | Volkszählung |
| 2024 | 34.813    | Volkszählung |

Die Bevölkerungsdichte des Municipio bei der letzten Volkszählung von 2024 betrug 404,8 Einwohner/km², der Anteil der städtischen Bevölkerung ist 68,1 Prozent. Die Lebenserwartung der Neugeborenen lag im Jahr 2001 bei 63,6 Jahren.
Der Alphabetisierungsgrad bei den über 19-Jährigen beträgt 81,5 Prozent, und zwar 94,2 Prozent bei Männern und 72,0 Prozent bei Frauen (2001).

## Politik
Ergebnis der Regionalwahlen (concejales del municipio) vom 4. April 2010:
| Wahl- berechtigte |  | Wahl- beteiligung | gültige Stimmen |  | IMU    | MAS-IPSP | PDP   | UN-CP |
| ----------------- |  | ----------------- | --------------- |  | ------ | -------- | ----- | ----- |
| 17.646            |  | 15.198            | 11.991          |  | 7.749  | 2.842    | 904   | 496   |
|                   |  | 86,1 %            | 78,9 %          |  | 64,6 % | 23,7 %   | 7,5 % | 4,1 % |

Ergebnis der Regionalwahlen (elecciones de autoridades políticas) vom 7. März 2021:
| Wahl- berechtigte |  | Wahl- beteiligung | gültige Stimmen |  | MAS-IPSP | SÚMATE  | MTS    | PDC    | PAN-BOL | SOMOS  |
| ----------------- |  | ----------------- | --------------- |  | -------- | ------- | ------ | ------ | ------- | ------ |
| 25.833            |  | 21.633            | 18.048          |  | 10.884   | 3.048   | 1.247  | 684    | 560     | 503    |
|                   |  | 83,74 %           | 83,43 %         |  | 60,31 %  | 16,89 % | 6,91 % | 3,79 % | 3,10 %  | 2,79 % |

## Gliederung
Das Municipio ist nicht weiter in Kantone (cantones) untergliedert und besteht nur aus dem:
- 03-1401-01 Kanton Punata

## Ortschaften im Municipio Punata
- Kanton Punata
  - Punata 19.559 Einw.